# Nikolaï Viktorovitch Ioung
Nikolaï Viktorovitch Ioung (en russe : Николай Викторович Юнг), né le 23 octobre 1855, mort le 29 mai 1905 à la bataille de Tsushima. Capitaine 1re classe, il fut l'un des héros de la bataille de Tsushima.

## Carrière
(avril 2010).
Issu de la noblesse du gouvernement de Tver.
- 15 septembre 1872 - Nikolaï Viktorovitch Ioung étudia au Collège naval.
- 1er mai 1873 - Il fut admis en service actif dans la Marine impériale de Russie.
- 16 novembre 1875 - Promu sous-officier.
- 1er mai 1876 - Nikolaï Viktorovitch Ioung sortit diplômé du Collège naval à la 18e place, il fut promu garde-marine (grade en vigueur dans la Marine impériale de Russie de 1716 à 1917).
- 19 mai 1876 - Il fut affecté au 8e équipage.
- 30 août 1877 - Il fut élevé au grade d'adjudant.
- 24 décembre 1877 - En service sur le Danube.
- 1er janvier 1882 - Nikolaï Viktorovitch Ioung fut promu lieutenant de marine.
- 22 mars 1882 - Il servit à bord du clipper Perle et fut affecté au 6e équipage.
- 10 mai 1882 - Il fut affecté au 7e équipage.
- 7 juillet 1882 - En service à bord du clipper Razboïnik et transféré au 2e équipage.
- 28 avril 1884 - Affecté au 6e équipage.
- 21 janvier 1885 - En service à bord du Razboïnik et affecté au 2e équipage.
- 30 décembre 1885 au 15 juillet 1886 - En service sur le Razboïnik.
- 15 septembre 1889 - Affecté au 6e équipage.
- 13 avril 1890 - Nommé commandant de la canonnière Iorch.
- 18 août 1890 - Commandant de l'équipage de la frégate Minine.
- 20 février 1895 - Nommé commandant du paquebot Slavyanka.
- 7 août 1896 - Diplômé de l'Académie navale.
- 13 avril 1897 - Nikolaï Viktorovitch Ioung reçut le commandement du Vestnik.
- 20 septembre 1902 au 19 avril 1904 - Commandant du croiseur Amiral général.
- 19 avril 1904 au 27 mai 1904 - Commandant du cuirassé Orel appartenant à la 2e escadre du Pacifique.

Au cours de la bataille de Tsushima des 27 mai et 28 mai 1905, Nikolaï Viktorovitch Ioung fut grièvement blessé, inconscient, il fut capturé par les Japonais. Transporté dans l'infirmerie de l'un des navires de la flotte japonaise, il décéda des suites de ses blessures le 28 mai 1905. La mer fut sa tombe. (Latitude 35°56'13Nord Longitude 135°10'Est)

## Membre de l'organisationNarodnaïa Volia
En 1880-1881, Nikolaï Viktorovitch Ioung fut l'un des fondateurs de  la section de Kronstadt de l'organisation révolutionnaire Volonté du Peuple (организация Народная воля).[réf. souhaitée] À l'époque des arrestations massives des officiers membres de l'organisation le 14 juillet 1883[réf. nécessaire], il réussit à fuir. Néanmoins, comme en témoignent les fichiers spéciaux du Ministère de la Justice « à propos du lieutenant Nikolaï Ioung », en 1886, à son retour il fut arrêté et soumis à une enquête dans le cadre de l'organisation révolutionnaire La Volonté du Peuple. Plus tard, il quitta cet mouvement révolutionnaire. Le ministère de la Justice conserva les procès-verbaux des interrogatoires de Nikolaï Viktorovitch Ioung, ses réponses furent évasives, il n'avoua nullement son appartenance au mouvement révolutionnaire.

## Distinctions
- 29 avril 1878 : Médaille de bronze commémorant la Guerre russo-turque de 1877-1878.
- 30 juin 1879 : Ordre de Saint-Stanislas (3e classe).
- 5 mars 1884 : Officier de l'Ordre Royal de Kapiʻolani (Royaume d'Hawaï).
- 1er janvier 1892 : Ordre de Sainte-Anne (3e classe).
- 21 février 1894 : Chevalier de l'Ordre de la Légion d'honneur.
- 6 décembre 1892 : Ordre de Saint-Stanislas (2e classe).
- 21 mars 1896 : Médaille d'argent commémorant le règne d'Alexandre III de Russie.
- 21 février 1898 : Médaille commémorant le début du règne de Nicolas II de Russie.
- 6 décembre 1899 : Ordre de Sainte-Anne (2e classe).

## Sources
- (ru) Cet article est partiellement ou en totalité issu de l’article de Wikipédia en russe intitulé « Юнг, Николай Викторович » (voir la liste des auteurs).